# Villa Volpicelli (al n. 827)
Villa Volpicelli al n. 827 di corso San Giovanni a Napoli, è una struttura di interesse storico artistico risalente al XVIII secolo.
La struttura in questione è caratterizzata da una facciata che mostra un basamento a bugne, rifatto nell'Ottocento.
La planimetria del complesso, disegna due corpi a "C" affrontati; essi, custodiscono il vasto cortile aperto verso il mare e il giardino.
La struttura, oggi, necessiterebbe di un restauro conservativo.